# Alternativa Europea
Asociación Cultural Alternativa Europea-Liga Social Republicana (AE-LSR) és una organització política espanyola d'ideologia d'extrema dreta, radicada principalment a Catalunya. Sistematitza el seu ideari en el llibre “Fascismo Rojo” (1998), una obra antològica d'articles i textos publicats en altres mitjans de comunicació, que en la seva majoria eren aliens a aquest moviment, als quals en gran part se'ls va retirar el nom de l'autor, va ser editat per Juan Antonio Llopart sense autorització dels seus autors.
A més, en l'àmbit de AE es va publicar el text “Un Modelo de Partido”. En aquests documents es revela la seva inspiració en el feixisme radical i la seva admiració per la República Social Italiana del Benito Mussolini més crepuscular, a més de la influència rebuda de tota mena d'autors nazis, rexistas, falangistes i similars. Es diuen seguidors de pensadors “alternatius”, que en realitat serien feixistes desconeguts per la major part de la població.
Segons Xavier Casals, Alternativa Europea, «emuladora del fenomen nacional-bolxevic de la Rússia postcomunista», va originar el també ultradretà Moviment Social Republicà.

## Funcionament
AE-LSR obtenia el seu finançament dels seus afiliats, encara que compta amb aportacions econòmiques d'origen incert que no poden justificar-se a través de les seves publicacions. Aquestes comprenen les revistes Tribuna d'Europa, de la qual Llopart és també director, la ja ressenyada "Alternativa Joven", "Nostra Europa", íntegrament en català, o Identitat, del Front Ecologista d'Alliberament. Totes elles tracten de l'antisionisme de manera recurrent, encara que sense insistir en excés en el tema ni acostar-se a la negació de l'Holocaust. No obstant això, han donat cabuda a obres de Roger Garaudy i a comentaris referits a organitzacions antiracistes com a “sionistes". De totes elles, és Tribuna d'Europa la que té una imatge més seriosa. Editada a Barcelona, es tracta d'una publicació d'una presentació luxosa que en diverses ocasions ha coquetejat amb moviments com el peronisme i ha donat cabuda als textos del Groupement de recherche et d'études pour la civilisation européenne (GRECE). Així mateix, existeix una complicitat entre aquesta publicació i "Món NS" (després "Sota la Tirania"), la revista de Ramón Bau, ja que en gairebé tots els seus números es recorden les bondats d'una i altra.
Mereix també destacar-se la revista Nuestra Lucha, de la delegació d'AE-LSR a Madrid. Per ella es va iniciar cert distanciament d'AE-LSR amb l'entorn falangista, en concret amb el Diario Ya, allunyament a causa de la postura adoptada per una part i l'altra entorn de la filtració de cert vídeo íntim d'índole sexual del periodista Pedro J. Ramírez.

## Proselitisme
A més d'editar aquest tipus de propaganda, interna i externa, AE organitza actes públics i seminaris de temàtiques nacionalistes i manté una relació d'interdependència amb el lloc web Red-Vértice (nascut de l'associació Vértice Social, facció dissident de FE-JONS). Red-Vértice, encara que pretén ser una agència de notícies, no és sinó un portal que aglutina a tots els grups nacional-revolucionaris d'Espanya.

## Afiliacions
AE-LSR, el neofeixisme espanyol en la seva forma més explícita, s'adscriu a una internacional nacionalista denominada Front Europeu d'Alliberament. Com a anotació anecdòtica, l'organització ha intentat en va introduir-se en diferents plataformes de solidaritat internacionalista, apuntant-se a donar suport a causes com la de la República Àrab Sahrauí Democràtica o Palestina des d'un punt de vista antisionista, la qual cosa li ha permès vincular-se amb organitzacions com el Front Polisario o l'OLP.